# 청계공항로
청계공항로는 전라남도 무안군 청계면 청계교차로에서 무안군 망운면 함평읍 톱머리교차로까지 연결하는 도로이다.

## 주요 경유지
전라남도
- 무안군 (청계면 . 망운면)

## 노선경로
| 이름                     | 접속 노선             | 소재지 | 소재지 | 비고 |
| ------------------------ | --------------------- | ------ | ------ | ---- |
| 청계 교차로 (송현교)     | 국도 제1호선 (영산로) | 무안군 | 청계면 |      |
| 용계천교                 |                       | 무안군 | 청계면 |      |
| 상마 교차로 (상마교)     | 청운로                | 무안군 | 청계면 |      |
| 육거리 교차로 (육거리교) | 상마길                | 무안군 | 청계면 |      |
| 복룡 교차로 (복룡교)     | 강정길                | 무안군 | 청계면 |      |
| 태천교                   |                       | 무안군 | 청계면 |      |
| 도대 교차로 (도대교)     | 청운로                | 무안군 | 청계면 |      |
| (교량 명칭 미상)         |                       | 무안군 | 청계면 |      |
| 톱머리 교차로            | 톱머리길              | 무안군 | 망운면 |      |
| 청운로와 직결            |                       |        |        |      |